# 顧應龍
顧應龍（1527年—？），字汝翼，號雲山，直隸常州府無錫縣人，民籍，明朝政治人物。

## 生平
嘉靖三十四年（1555年）乙卯科應天府鄉試第十一名舉人。嘉靖四十四年（1565年）中式乙丑科會試第三百二名，二甲第二十七名進士。工部观政，本年八月授户部主事，隆慶二年（1568年）九月升员外，三年二月调處州府通判，五年六月升兖州府同知，丁忧。万历五年（1577年）八月復除汝宁府，八年闰四月升南刑部郎中，十三年三月升雷州知府，丁忧。十五年三月降调，十七年三月降河東運副，二十年升福建運同。

## 家族
曾祖顧讓；祖父顧良輔，典膳；父顧袞，累封户部员外，母曹氏，累封宜人。弟应麟、应凤。